# Dick Miller
Richard "Dick" Miller (El Bronx, Nueva York, 25 de diciembre de 1928-Toluca Lake, Los Ángeles, 30 de enero de 2019) fue un actor estadounidense que trabajó en más de cien películas, varias de las cuales fueron producidas por Roger Corman. 

## Biografía
Posteriormente actuó en películas de directores que empezaron sus respectivas carreras trabajando para Roger Corman (protagonizando así la que es ampliamente reconocida como su mejor actuación, el clásico de culto A Bucket of Blood), James Cameron y Joe Dante, llegando a aparecer en todos los largometrajes de este último. Sus principales papeles los tuvo en  Gremlins, Gremlins 2: The New Batch, Explorers, Piranha, The Howling, A Bucket of Blood, The Little Shop of Horrors, Chopping Mall, Night of the Creeps, The Terminator, Burying the Ex,The 'Burbs y Small Soldiers.

## Filmografía
| Año       | Título                                | Personaje                              | Director                    | Observaciones                                              |
| --------- | ------------------------------------- | -------------------------------------- | --------------------------- | ---------------------------------------------------------- |
| 1955      | Apache Woman                          | Tall Tree                              | Roger Corman                |                                                            |
| 1956      | The Oklahoma Woman                    | Bartender                              | Roger Corman                |                                                            |
| 1956      | Gunslinger                            | Jimmy Tonto                            | Roger Corman                |                                                            |
| 1956      | It Conquered the World                | Sgt. Neil                              | Roger Corman                |                                                            |
| 1957      | Naked Paradise                        | Mitch                                  | Roger Corman                |                                                            |
| 1957      | Not of This Earth                     | Joe Piper                              | Roger Corman                |                                                            |
| 1957      | The Undead                            | The Leper                              | Roger Corman                |                                                            |
| 1957      | Rock All Night                        | Shorty                                 | Roger Corman                |                                                            |
| 1957      | Sorority Girl                         | Mort                                   | Roger Corman                |                                                            |
| 1957      | Carnival Rock                         | Benny                                  | Roger Corman                |                                                            |
| 1958      | War of the Satellites                 | Dave Boyer                             | Roger Corman                |                                                            |
| 1959      | A Bucket of Blood                     | Walter Paisley                         | Roger Corman                |                                                            |
| 1960      | The Little Shop of Horrors            | Burson Fouch                           | Roger Corman                |                                                            |
| 1961      | Atlas                                 | Soldado griego                         | Roger Corman                | No acreditado                                              |
| 1961      | Capture That Capsule                  | Ed Nowak                               | Will Zens                   |                                                            |
| 1962      | The Premature Burial                  | Mole                                   | Roger Corman                |                                                            |
| 1963      | The Terror                            | Stefan                                 | Roger Corman                |                                                            |
| 1963      | X: The Man with the X-ray Eyes        | Heckler                                | Roger Corman                | No acreditado                                              |
| 1965      | The Girls on the Beach                | Camarero #1                            | William Witney              | No acreditado                                              |
| 1965      | Ski Party                             | Taxista                                | Alan Rafkin                 | No acreditado                                              |
| 1965      | Beach Ball                            | Policía #1                             | Lennie Weinrib              |                                                            |
| 1966      | Wild Wild Winter                      | Rilk                                   | Lennie Weinrib              |                                                            |
| 1966      | The Wild Angels                       | Rigger                                 | Roger Corman                |                                                            |
| 1967      | The Dirty Dozen                       | MP at Hanging                          | Robert Aldrich              | No acreditado                                              |
| 1967      | The St. Valentine's Day Massacre      | Gangster Dressed as a Cop              | Roger Corman                | No acreditado                                              |
| 1967      | A Time for Killing                    | Zollicoffer                            | Phil Karlson                |                                                            |
| 1967      | The Trip                              | Cash                                   | Roger Corman                |                                                            |
| 1968      | The Wild Racers                       | Pit Crew Mechanic                      | Daniel Haller Roger Corman  |                                                            |
| 1968      | The Legend of Lylah Clare             | Reportero en la fiesta de la prensa    | Robert Aldrich              | No acreditado                                              |
| 1972      | Night Call Nurses                     | Mr. Jensen                             | Jonathan Kaplan             |                                                            |
| 1973      | The Student Teachers                  | Coach Harris                           | Jonathan Kaplan             |                                                            |
| 1973      | The Slams                             | Taxista                                | Jonathan Kaplan             |                                                            |
| 1973      | Executive Action                      | Rifleman - Team B                      | David Miller                |                                                            |
| 1973      | The Young Nurses                      | Policía                                | Clint Kimbrough             |                                                            |
| 1973      | Fly Me                                | Taxista                                | Cirio Santiago              |                                                            |
| 1974      | Truck Turner                          | Fogarty                                | Jonathan Kaplan             |                                                            |
| 1974      | Big Bad Mama                          | Bonney                                 | Steve Carver                |                                                            |
| 1974      | Candy Stripe Nurses                   | Espectador                             | Alan Holleb                 |                                                            |
| 1974      | Summer School Teachers                | Sam                                    | Barbara Peeters             |                                                            |
| 1975      | Capone                                | Joe Pryor                              | Steve Carver                |                                                            |
| 1975      | Death Race 2000                       | Chicken Gang                           | Paul Bartel                 | No acreditado                                              |
| 1975      | White Line Fever                      | Birdie Corman                          | Jonathan Kaplan             |                                                            |
| 1975      | Darktown Strutters                    | Agente Hugo                            | William Witney              |                                                            |
| 1975      | Crazy Mama                            | Wilbur Janeway                         | Jonathan Demme              |                                                            |
| 1976      | Hollywood Boulevard                   | Walter Paisley                         | Joe Dante                   |                                                            |
| 1976      | Cannonball                            | Bennie Buckman                         | Paul Bartel                 |                                                            |
| 1976      | Moving Violation                      | Mack                                   | Charles S. Dubin            |                                                            |
| 1976      | Vigilante Force                       | Pianista                               | George Armitage             |                                                            |
| 1977      | Mr. Billion                           | Bernie                                 | Jonathan Kaplan             |                                                            |
| 1977      | New York, New York                    | Palm Club Owner                        | Martin Scorsese             |                                                            |
| 1977      | Game Show Models                      | Game Show Host                         | David N. Gottlieb           |                                                            |
| 1978      | Starhops                              | Jerry                                  | Barbara Peeters             |                                                            |
| 1978      | I Wanna Hold Your Hand                | Sargento Brenner                       | Robert Zemeckis             |                                                            |
| 1978      | Corvette Summer                       | Mr. Lucky                              | Matthew Robbins             |                                                            |
| 1978      | Piranha                               | Buck Gardner                           | Joe Dante                   |                                                            |
| 1979      | The Lady in Red                       | Patek                                  | Lewis Teague                |                                                            |
| 1979      | Rock 'n' Roll High School             | Jefe de policía                        | Allan Arkush                |                                                            |
| 1979      | 11th Victim                           | Investigador Ned                       | Jonathan Kaplan             | Película para televisión                                   |
| 1979      | 1941                                  | Agente Miller                          | Steven Spielberg            |                                                            |
| 1980      | The Happy Hooker Goes Hollywood       | Policía de Nueva York                  | Alan Roberts                |                                                            |
| 1980      | Used Cars                             | Hombre en la cama                      | Robert Zemeckis             |                                                            |
| 1980      | Dr. Heckyl and Mr. Hype               | Irsil / Orson                          | Charles B. Griffith         |                                                            |
| 1981      | The Howling                           | Walter Paisley                         | Joe Dante                   |                                                            |
| 1981      | Smokey Bites the Dust                 | Glen Wilson                            | Charles B. Griffith         |                                                            |
| 1981      | Heartbeeps                            | Vigilante de la fábrica                | Allan Arkush                |                                                            |
| 1982      | National Lampoon's Movie Madness      | Dr. Hans Kleiner                       | Bob Giraldi                 | ("Success Wanters")                                        |
| 1982      | White Dog                             | Adiestrador de animales                | Samuel Fuller               |                                                            |
| 1982      | Vortex                                | Bit Part                               | Beth B Scott B              |                                                            |
| 1982      | The Aftermath                         | Broadcaster                            | Steve Barkett Ted V. Mikels | Voz                                                        |
| 1983      | Heart Like a Wheel                    | Mickey White                           | Jonathan Kaplan             |                                                            |
| 1983      | Twilight Zone: The Movie              | "Walter", el dueño del bar             | Joe Dante                   | (segmento "It's a Good Life")                              |
| 1983      | Space Raiders                         | Crazy Mel                              | Howard R. Cohen             |                                                            |
| 1983      | Get Crazy                             | Papá de Susie                          | Allan Arkush                |                                                            |
| 1983      | All the Right Moves                   | Profesor en el auditorio               | Michael Chapman             |                                                            |
| 1983      | Lies                                  | Productor                              | Jim Wheat Ken Wheat         |                                                            |
| 1984      | Swing Shift                           | Wallflower at the Swing Shift Jamboree | Jonathan Demme              | No acreditado                                              |
| 1984      | Gremlins                              | Murray Futterman                       | Joe Dante                   |                                                            |
| 1984      | The Terminator                        | Dependiente en la armería              | James Cameron               |                                                            |
| 1985      | Explorers                             | Charlie Drake                          | Joe Dante                   |                                                            |
| 1985      | After Hours                           | Camarero en la cena (Pete)             | Martin Scorsese             |                                                            |
| 1986      | Chopping Mall                         | Walter Paisley                         | Jim Wynorski                |                                                            |
| 1986      | Night of the Creeps                   | Walt                                   | Fred Dekker                 |                                                            |
| 1986      | Armed Response                        | Steve                                  | Fred Olen Ray               |                                                            |
| 1987      | Project X                             | Max King                               | Jonathan Kaplan             |                                                            |
| 1987      | Innerspace                            | Cab Driver                             | Joe Dante                   |                                                            |
| 1987      | Amazon Women on the Moon              | Danny Clayton                          | Varios                      | (segmento "The French Ventiloquist's Dummy") No acreditado |
| 1988      | Under the Boardwalk                   | Agente                                 | Fritz Kiersch               |                                                            |
| 1988      | Angel III: The Final Chapter          | Nick Pellegrini                        | Tom DeSimone                |                                                            |
| 1988      | Dead Heat                             | El guardia de seguridad del cementerio | Mark Goldblatt              | No acreditado                                              |
| 1989      | The 'Burbs                            | Vic the Garbage Man                    | Joe Dante                   |                                                            |
| 1989      | Far from Home                         | Sheriff Bill Childers                  | Meiert Avis                 |                                                            |
| 1989      | Ghost Writer                          | Encargado del club                     | Kenneth J. Hall             |                                                            |
| 1990      | Gremlins 2: The New Batch             | Murray Futterman                       | Joe Dante                   |                                                            |
| 1990      | Mob Boss                              | Mike                                   | Fred Olen Ray               |                                                            |
| 1990-1991 | The Flash                             | Fosnight                               | Varios                      | 6 episodios                                                |
| 1991      | Motorama                              | Horseshoe Player                       | Barry Shils                 |                                                            |
| 1992      | Evil Toons                            | Burt                                   | Fred Olen Ray               |                                                            |
| 1992      | Body Waves                            | Mr. Matthews                           | P.J. Pesce                  |                                                            |
| 1992      | Unlawful Entry                        | Impound Clerk                          | Jonathan Kaplan             |                                                            |
| 1993      | Matinee                               | Herb Denning                           | Joe Dante                   |                                                            |
| 1993      | Fallen Angels                         | Carl                                   | Tom Hanks                   | Episodio: "I'll Be Waiting"                                |
| 1993      | Batman: Mask of the Phantasm          | Chuckie Sol                            | Eric Radomski Bruce Timm    | Voz                                                        |
| 1993      | Fallen Angels                         | Morris Hornbeck                        | Jonathan Kaplan             | Episodio: "Since I Don't Have You"                         |
| 1994      | Rebel Highway                         | Roy Farrell                            | Joe Dante & Allan Arkush    | 2 episodios                                                |
| 1994      | Batman: The Animated Series           | Boxcars 'Boxy' Bennett                 | Bruce Timm                  | Voz 2 episodios                                            |
| 1994      | Pulp Fiction                          | Monster Joe                            | Quentin Tarantino           | (escenas eliminadas)                                       |
| 1994      | Mona Must Die                         | Father Stilicato                       | Donald Reiker               |                                                            |
| 1995      | Demon Knight                          | Uncle Willy                            | Ernest R. Dickerson         |                                                            |
| 1995      | Number One Fan                        | Night Manager                          | Jane Simpson                |                                                            |
| 1995      | Star Trek: Deep Space Nine            | Vin                                    | Reza Badiyi                 | Episodio: Past Tense - Part I                              |
| 1995      | Star Trek: Deep Space Nine            | Vin                                    | Jonathan Frakes             | Episodio: Past Tense - Part II                             |
| 1998      | The Warlord: Battle for the Galaxy    | Peddler                                | Joe Dante                   | Película para televisión                                   |
| 1998      | Small Soldiers                        | Joe                                    | Joe Dante                   |                                                            |
| 2001      | Route 666                             | Bartender                              | William Wesley              |                                                            |
| 2003      | Looney Tunes: Back in Action          | Guardia de seguridad                   | Joe Dante                   |                                                            |
| 2005      | Justice League Unlimited              | Oberon                                 | Bruce Timm                  | Voz Episodio: "The Ties That Bind"                         |
| 2006      | Trapped Ashes                         | Max                                    | Joe Dante                   | Segmento: "Wraparound"                                     |
| 2007      | Trail of the Screaming Forehead       | Eddie                                  | Larry Blamire               |                                                            |
| 2009      | The Hole                              | Pizza Delivery Guy                     | Joe Dante                   | No acreditado                                              |
| 2009      | 3rd Shift: Michael's Lament           | The Sculptor                           | Christopher D. Grace        |                                                            |
| 2014      | Burying the Ex                        | Policía malhumorado                    | Joe Dante                   |                                                            |
| 2014      | That Guy Dick Miller                  | Himself                                | Elijah Drenner              | Documental                                                 |
| 2015      | The Adventures of Biffle and Shooster | Walter                                 | Michael Schlesinger         |                                                            |
| 2015      | Schmo Boat                            | Walter                                 | Michael Schlesinger         | Cortometraje                                               |